# Brevet de technicien supérieur - Design de mode, textile et environnement
En France, le brevet de technicien supérieur en design de mode, textile et environnement est un diplôme se préparant en deux ans. Il destine aux métiers du stylisme, de la création textile, du costumier du spectacle, du journalisme de mode.
Dans le secteur des arts appliqués, un diplôme supérieur d'arts appliqués (DSAA), une licence 3 ou une école d'art peuvent être envisagés dans la poursuite d'études après l'obtention du BTS.
Le BTS design de mode, textile et environnement est accessible soit directement après un baccalauréat sciences et technologies du design et des arts appliqués (STD2A), soit après une mise à niveau en arts appliqués (MANAA) d'un an pour les autres bacheliers.
Depuis 2019, la MANAA, et les BTS en design sont remplacés progressivement par le diplôme national des métiers d’arts et du design (DNMADE) d'une durée de 3 ans et conférant le grade de licence (180 crédits ECTS). En 2020, il n'est plus possible de postuler en BTS design de mode, textile et environnement. La dernière session d'examen de ce BTS a lieu en 2021,,.

## Établissements préparant au BTS DME

### Public
- Estienne (BTS DE, MANAA) à Paris
- Olivier de Serres (BTS DE, MANAA) à Paris
- Duperré (BTS DE, Manaa) à Paris
- Lycée La Martiniére Diderot (BTS DE, MANAA) à Lyon
- École Supérieure des Arts Appliqués et du Textile (BTS DMTE, MANAA), à Roubaix
- École de la mode, à CHOLET
- LISAA (BTS DESIGN DE MODE) NANTES

### En initial
- Écoles de Condé - BTS Design de Mode, MANAA Écoles de Condé à Paris, Lyon, Nice, Bordeaux et Nancy
- École Pro'artigraph à Nice (MANAA, BTS DM, DE, CV, DP)
- L'Institut Supérieur des Arts Appliqués - LISAA (BTS Design de mode, textile, environnement) à Nantes